# Vige
Pour l’article homonyme, voir Sauviat-sur-Vige.
La Vige est une rivière française qui coule dans les départements de la Creuse et de la Haute-Vienne, en région Nouvelle-Aquitaine. C'est un affluent gauche du Taurion, et par conséquent un sous-affluent de la Loire par la Vienne.

## Géographie
La Vige prend naissance sur le territoire de Saint-Junien-la-Bregère, près des lieux dits Montauvert et Oches, à 536 m d'altitude.
La Vige sillonne sur une longueur de 27,9 kilomètres, cette partie du plateau de Millevaches située dans le département de la Creuse. Elle effectue de nombreux changements de direction, mais adopte une orientation générale sud-est/nord-ouest. Elle se jette dans le Thaurion (rive gauche) à Saint-Martin-Sainte-Catherine, à une quinzaine de kilomètres à l'ouest de la ville de Bourganeuf.

### Communes et cantons traversés
Dans les deux départements de la Creuse (23) et de la Haute-Vienne (87), la Vige traverse les huit communes suivantes, de l'amont vers l'aval, de Saint-Junien-la-Bregère (source), Saint-Moreil, Saint-Priest-Palus, Saint-Amand-Jartoudeix, Sauviat-sur-Vige, Saint-Pierre-Cherignat, Saint-Martin-Sainte-Catherine, Les Billanges (confluence).
Soit en termes de cantons, la Vige prend source sur le canton de Bourganeuf, traverse les canton de Saint-Léonard-de-Noblat, canton d'Ambazac et conflue sur le même canton de Bourganeuf, le tout dans les arrondissements d'Aubusson, de Limoges et de Guéret.

### Toponyme
La Vige a donné son hydronyme à la commune de Sauviat-sur-Vige.

### Bassin versant
La Vige traverse une seule hydrographique 'Le Taurion de la Vige (C) au rua des Colles (C)' (L031) de 910 km2 de superficie. Ce bassin versant est constitué à 55,72 % de « forêts et milieux semi-naturels »,

### Organisme gestionnaire
L'organisme gestionnaire est le SI des Vallées Banize et Thaurion. Le Thaurion fait partie du SAGE de la Vienne.

## Affluents
La Vige a cinq tronçons affluents référencés dont deux bras et donc trois affluents :
- le Vigon, 7,3 km sur les deux communes de Saint-Junien-la-Bregère et Faux-Mazuras avec deux affluents
- la Terrade, 2,6 km sur la seule commune de Saint-Pierre-Chérignat sans affluent
- La Béraude 15 km sur six communes avec un affluent : les Monnards[7].

Donc son rang de Strahler est de donc de trois.

## Hydrologie
La Vige est une rivière très abondante, comme tous les cours d'eau issus du haut Limousin et du plateau de Millevaches. 

### La Vige à Saint-Martin-Sainte-Catherine
Son débit a été observé depuis le 1er janvier 1958 , à Saint-Martin-Sainte-Catherine, à 302 m d'altitude, petite localité du département de la Creuse, située au niveau de son confluent avec le Thaurion. Le bassin versant de la rivière y est de 134 km2 soit la quasi-totalité de ce dernier.
Le module de la rivière à Saint-Martin-Sainte-Catherine est de 2,67 m3/s.
La Vige, rivière de moyenne montagne bien arrosée, présente des fluctuations saisonnières de débit assez moyennes, comme c'est généralement le cas dans le haut Limousin, avec des hautes eaux d'hiver et de printemps portant le débit mensuel moyen à un niveau situé entre 3,57 et 4,45 m3/s, de décembre à avril inclus (avec un maximum en janvier), et des basses eaux d'été, de juillet à septembre, avec une baisse du débit moyen mensuel jusqu'à 1,02 m3/s au mois d'août, ce qui reste consistant. Mais les fluctuations sont bien plus prononcées sur de courtes périodes, et aussi d'après les années.

### Étiage ou basses eaux
À l'étiage, le VCN3 peut chuter jusque 0,230 m3/s, en cas de période quinquennale sèche, soit 230 litres par seconde, ce qui n'est pas très sévère pour cette petite rivière coulant au sein d'un petit bassin.

### Crues
Les crues peuvent être assez importantes compte tenu de la petitesse du cours d'eau et de l’exigüité de son bassin versant. Les QIX 2 et QIX 5 valent respectivement 21 et 28 m3/s. Le QIX 10 est de 33 m3/s, le QIX 20 de 38 m3/s, tandis que le QIX 50 se monte à 44 m3/s.
Le débit instantané maximal enregistré à la station de Saint-Martin-Sainte-Catherine a été de 52 m3/s le 1er juillet 1988, tandis que la valeur journalière maximale était de 27 m3/s le 4 octobre 1960. En comparant la première de ces valeurs à l'échelle des QIX de la rivière, il ressort que cette crue était bien plus que cinquantennale, sans doute centennale, mais dans tous les cas très exceptionnelle.

### Lame d'eau et débit spécifique
La Vige est une rivière abondante, alimentée par des précipitations elles aussi abondantes, dans la région du haut Limousin. La lame d'eau écoulée dans son bassin versant est de 630 millimètres annuellement, ce qui est très élevé, deux fois supérieur à la moyenne d'ensemble de la France, mais aussi largement supérieur à la moyenne du bassin de la Vienne (319 millimètres par an à Nouâtre). 
Le débit spécifique de la rivière (ou Qsp) atteint de ce fait le chiffre très solide de 19,9 litres par seconde et par kilomètre carré de bassin.